# Live 8
O Live 8 foi uma série de shows que ocorreram nos dias 2 e 6 de julho de 2005 nos países integrantes do G8 e África do Sul. O evento aconteceu antes do 31º encontro do G8 em julho de 2005; coincidindo também com o 20º aniversário do Live Aid. Em paralelo à campanha Make Poverty History que ocorreu no Reino Unido, o show teve como ideia principal pressionar os líderes mundiais para perdoar a dívida externa das nações mais pobres do mundo, além de aumentar e melhorar a ajuda e negociar regras de comércio mais justas que respeitem os interesses das nações africanas.
Mais de 1000 músicos tocaram no evento, que foi transmitido em 182 redes de televisão e 2000 estações de rádio. Os organizadores do Live apresentaram a "Live 8 List" (lista do Live 8) aos líderes mundiais no encontro do G8. Esta é uma lista de nomes de pessoas que apoiaram a causa colocando seu nome na página do evento . Os nomes da lista também apareceram nos telões em cada show durante a exibição.
No Brasil, o evento foi transmitido pela MTV Brasil. A emissora cobriu boa parte das apresentações, transmitindo o evento por mais de 10 horas seguidas.
Mais de 140 canais de televisão e cerca de 400 estações de rádio transmitiram os concertos que também ficaram disponíveis na internet e os organizadores acreditam que cerca de 2 bilhões de pessoas assistiram ao Live 8.
O organizador do Live 8, Bob Geldof, disse que o evento deu aos organizadores um mandato sem precedentes para exigir o fim da pobreza extrema na África.
Alguns dos grandes nomes da música pop subiram ao palco na Grã-Bretanha, na Itália, na França, na Alemanha, nos Estados Unidos, no Japão, no Canadá e na Rússia.
Entre eles Bon Jovi, U2, Paul McCartney, Mariah Carey, Madonna, Laura Pausini, Elton John, Stevie Wonder, Coldplay, Robbie Williams, R.E.M., Linkin Park, Green Day e a tão esperada reunião do Pink Floyd.
O maior destaque do evento foi a apresentação dos Pink Floyd, pois a banda tocou no Hyde Park, em Londres, com a formação clássica pela primeira vez desde 1981. Os integrantes do grupo haviam brigado, e o baixista e vocalista Roger Waters chegou a dizer que nunca mais, sob nenhuma condição, tocariam juntos de novo. Entretanto, ao receber o convide de Bob Geldof, que havia interpretado o personagem "Pink" do filme/ópera-rock The Wall, foi o primeiro a dizer "sim" se David Gilmour aceitasse também.
Foi um show emocionante e era possível perceber que os músicos também estavam emocionados.

## Participantes

### Londres-Inglaterra
- Annie Lennox
- Bob Geldof
- Coldplay
- Dido
- Elton John
- Joss Stone
- Keane
- Madonna
- Mariah Carey
- Ms. Dynamite
- Paul McCartney
- Pink Floyd
- Razorlight
- R.E.M.
- Robbie Williams
- Scissor Sisters
- Snoop Dogg
- Snow Patrol
- Stereophonics
- Sting
- The Killers
- The Who
- Travis
- U2
- UB40
- Velvet Revolver
- Youssou N'Dour

### Berlim-Alemanha
- A-ha
- Audioslave
- BAP
- Brian Wilson
- Chris de Burgh
- Crosby, Stills and Nash
- Die Toten Hosen
- Faithless
- Green Day
- Herbert Grönemeyer
- Joana Zimmer
- Juan Diego Florez
- Juli
- Katherine Jenkins
- Lauryn Hill
- Renee Olstead
- Roxy Music
- Sasha
- Silbermond
- Söhne Mannheims
- Wir sind Helden

### Paris-França
- Andrea Bocelli
- Amel Bent
- Axelle Red
- Calogero
- Cerrone/Nile Rogers
- Craig David
- The Cure
- David Hallyday
- Dido
- Disiz La Peste
- Faudel
- Florent Pagny
- Kool Shen
- Kyo
- Muse
- Placebo
- Raphael
- Shakira
- Sheryl Crow
- Tina Arena
- Carý McDonald
- Youssou N'Dour
- Zucchero

### Roma-Itália
- Antonello Venditti
- Articolo 31
- Biagio Antonacci
- Claudio Baglioni
- Duran Duran
- Elisa
- Faith Hill
- Francesco De Gregori
- Gemelli Diversi
- Irene Grandi
- Jovanotti
- Laura Pausini
- Le Vibrazioni
- Luciano Ligabue
- Max Pezzali
- Negramaro
- Negrita
- Nek
- Noa
- Paris Hilton
- Piero Pelù
- Pino Daniele
- Povia
- Renato Zero
- Tim McGraw
- Tiromancino
- Velvet
- Zucchero

Anna'h Sophie and Carý McDonald (L)

### Filadélfia-Estados Unidos
- Will Smith Salma Hayek Natalie Portman Chris Tucker Jennifer Connelly Jimmy Smits Kami (apresentação)
- Alicia Keys
- Black Eyed Peas (com Rita e Stephen Marley)
- Bon Jovi(2005)
- The Dave Matthews Band
- Def Leppard
- Destiny's Child
- Jars of Clay
- Jay-Z
- Kaiser Chiefs
- Keith Urban
- Linkin Park
- Maroon 5
- P. Diddy
- Rob Thomas
- Sarah McLachlan
- Stevie Wonder
- Toby Keith
- Barenaked Ladies
- Blue Rodeo
- Bruce Cockburn
- Bryan Adams
- The Bachman Cummings Band
- Celine Dion
- Deep Purple
- DobaCaracol featuring Kna'an
- Gordon Lightfoot
- Great Big Sea
- Jann Arden
- Les Trois Accords
- Mötley Crüe
- Our Lady Peace
- Sam Roberts
- Simple Plan
- Tegan & Sara
- The Tragically Hip
- Tom Cochrane

### Moscou-Rússia
- Agata Kristy
- Aliona Sviridova
- B-2
- Delphin - TBC
- Garik Sukachev - TBC
- Jungo
- Linda
- Moral Code X
- Pet Shop Boys
- Red Elvises

### Tóquio-Japão
- Björk
- Def Tech
- Dreams Come True
- Do As Infinity
- Good Charlotte
- McFly
- Rize

### Cornualha-Inglaterra
- Peter Gabriel
- Youssou N'Dour
- Angelique Kidjo
- Maryam Mursal
- Salif Keita
- Thomas Mapfumo
- Tinariwen
- Daara J
- Shikisha
- Ayub Ogada
- Modou Diouf & O Fogum

### Joanesburgo-África do Sul
- 4Peace Ensemble
- Jabu Khanyile and Bayete
- Lindiwe
- Lucky Dube
- Mahotella Queens
- Malaika
- Orchestre Baobab
- Oumou Sengare
- Zola

### Edimburgo-Escócia
- Annie Lennox
- Beverly Knight
- Dido
- McFly
- Natasha Bedingfield
- Ronan Keating
- Snow Patrol
- Sugababes
- Texas
- The Corrs
- Travis
- Womad